# Leonardo Bora
Leonardo Augusto Bora (Irati, 24 de julho de 1986) é um professor, pesquisador e carnavalesco brasileiro. Ao lado de Gabriel Haddad, é carnavalesco da Unidos de Vila Isabel.

## Biografia
O primeiro contato com o carnaval ocorreu ainda na infância, em Irati, cidade do interior do Paraná, na época tinha uma das folias de rua mais expressivas do estado. Ajudava na confecção de adereços e alegorias para os desfiles na cidade. O primeiro contato com escolas de samba se deu com o Carnaval Virtual em 2007.
Licenciado em Letras Português-Inglês pela Pontifícia Universidade Católica do Paraná e Bacharel em Direito pela Universidade Federal do Paraná, Leonardo mudou para o Rio de Janeiro em 2012 para fazer o Mestrado na Universidade Federal do Rio de Janeiro, pesquisando as narrativas de enredo da carnavalesca Rosa Magalhães. Tornou-se doutor em Letras pela UFRJ em 2018. Bora também é professor da mesma instituição.
Em 2013, compôs a comissão de carnaval da Mocidade Unida do Santa Marta, que desfilava na quinta divisão do carnaval carioca. Foram campeões. Em 2014, alcançaram novamente o título. Já em 2015, ao lado de Haddad, assinou o carnaval da Sossego. Em 2016, conquistaram o título na Intendente, levando a Sossego de volta à Sapucaí. 
A estreia de Bora na Sapucaí se deu em 2018, assinando o carnaval da Acadêmicos do Cubango. Em 2018 e 2019, com a assinatura de Leonardo e Gabriel, a Cubango ganhou o Estandarte de Ouro de Melhor Escola, chegando ao melhor resultado da agremiação em 2019, com o vice-campeonato do grupo de acesso do Carnaval do Rio.
Em 2020, Bora-Haddad, como ficaram conhecidos, estrearam no Grupo Especial do carnaval carioca, assinando o desfile vice-campeão da Grande Rio, homenageando Joãozinho da Gomeia. A Grande Rio faturou seis Estandartes de Ouro: melhor escola, melhor samba-enredo, melhor enredo, melhor puxador, melhor Ala das Baianas, e o recém criado prêmio Fernando Pamplona para o Abre-alas da escola.
No carnaval seguinte, em 2022, ao lado de Gabriel Haddad, conquistou o primeiro título da história da Grande Rio, assinando o enredo enredo "Fala Majeté! Sete chaves de Exu", que retratou o orixá Exu. Com a dupla, a escola, além de conquistar título inédito, faturou quatro Estandarte de Ouro: Escola, Bateria, Enredo e Fernando Pamplona, prêmio de melhor inovação pelo último carro da escola.
Com a continuidade do trabalho na Grande Rio, retornou a Cubango no carnaval de 2024 para coordenar ao lado de Gabriel Haddad a comissão de carnaval da escola, formada por pratas da casa.

## Carnavais
| Ano  | Escola                        | Colocação   | Divisão     | Enredo | Ref.          |
| ---- | ----------------------------- | ----------- | ----------- | --- | ------------- |
| 2013 | Mocidade Unida do Santa Marta | Campeã      | Série D     | Dona Marta Mexe o Caldeirão da Mocidade |               |
| 2014 | Mocidade Unida do Santa Marta | Campeã      | Série C     | Na Hora em que o Sol Se Esconde |               |
| 2015 | Sossego                       | 9.º lugar   | Série B     | Banananás - O Encontro da Rainha Mariola Banana Pacova do Congo e d’Angola com o Rei Amazônico Ananás Ibá-Cachi, da Corte dos Abacaxis de Serpa |               |
| 2016 | Sossego                       | Campeã      | Série B     | O Circo do Menino Passarinho |               |
| 2018 | Cubango                       | 5.º lugar   | Série A     | O Rei que Bordou o Mundo |               |
| 2019 | Cubango                       | Vice-campeã | Série A     | Igbá Cubango – A Alma das Coisas e a Arte dos Milagres                                                                                          |               |
| 2020 | Grande Rio                    | Vice-campeã | Especial    | Tata Londirá: O Canto do Caboclo no Quilombo de Caxias                                                                                          |               |
| 2022 | Grande Rio                    | Campeã      | Especial    | Fala, Majeté! Sete Chaves de Exu | [ 9 ]         |
| 2023 | Grande Rio                    | 6.º lugar   | Especial    | Ô Zeca, o pagode onde é que é? Andei descalço, carroça e trem, procurando por Xerém, pra te ver, pra te abraçar, pra beber e batucar            |               |
| 2024 | Grande Rio                    | 3.º lugar   | Especial    | Nosso Destino É Ser Onça |               |
| 2024 | Cubango                       | 7.º lugar   | Série Prata | Os Pássaros da Noite e o Segredo das Criações                                                                                                   |               |
| 2025 | Grande Rio                    | Vice-campeã | Especial    | Pororocas Parawaras: As Águas dos Meus Encantos nas Contas dos Curimbós                                                                         | [ 10 ] [ 11 ] |
| 2026 | Vila Isabel                   |             | Especial    | Macumbembê, Samborembá: Sonhei que um Sambista Sonhou a África!                                                                                 | [ 12 ] [ 13 ] |

## Títulos e estatísticas
| Grupo            | Campeonato | Ano  | Vice | Ano        | Terceiro lugar | Ano  |
| ---------------- | ---------- | ---- | ---- | ---------- | -------------- | ---- |
| Primeira divisão | 1          | 2022 | 2    | 2020, 2025 | 1              | 2024 |
| Segunda divisão  | 0          | -    | 1    | 2019       | 0              | -    |
| Terceira divisão | 1          | 2016 | 0    | -          | 0              | -    |
| Quarta divisão   | 1          | 2014 | 0    | -          | 0              | -    |
| Quinta divisão   | 1          | 2013 | 0    | -          | 0              | -    |

## Premiações
- Estandarte de Ouro

1. 2022 - Melhor enredo (Grande Rio - "Fala, Majeté! Sete Chaves de Exu") [14]

- Estrela do Carnaval

1. 2019 - Melhor conjunto de fantasias (Cubango) [15]
2. 2022 - Melhor enredo (Grande Rio - "Fala, Majeté! Sete Chaves de Exu") [16]
3. 2022 - Melhor carnavalesco (Grande Rio) [16]
4. 2022 - Melhor conjunto de alegorias (Grande Rio) [16]
5. 2024 - Melhor carnavalesco (Grande Rio) [17]
6. 2024 - Melhor conjunto de alegorias (Grande Rio) [17]
7. 2025 - Melhor conjunto de alegorias (Grande Rio) [18]
8. 2025 - Melhor conjunto de fantasias (Grande Rio) [18]

- Fala Galera Carna Insta

1. 2022 - Melhor carnavalesco (Grande Rio) [19]

- Gato de Prata

1. 2018 - Melhor carnavalesco (Cubango) [20]
2. 2019 - Melhor carnavalesco (Cubango) [21]
3. 2022 - Melhor carnavalesco (Grande Rio) [22]
4. 2024 - Melhor carnavalesco (Grande Rio)[23]

- Melhores do Carnaval

1. 2019 - Melhor enredo ("Igbá Cubango – A Alma das Coisas e a Arte dos Milagres") [24]
2. 2019 - Melhor conjunto de alegorias (Cubango) [24]
3. 2019 - Melhor conjunto de fantasias (Cubango) [24]
4. 2025 - Melhor carnavalesco (Grande Rio) [25]
5. 2025 - Melhor conjunto de alegorias (Grande Rio) [26]

- OSK do Samba

1. 2014 - Melhor enredo (Santa Marta - "Na Hora em que o Sol Se Esconde") [27]
2. 2016 - Melhor enredo (Sossego - "O Circo do Menino Passarinho") [28]

- Plumas & Paetês Cultural

1. 2013 - Melhor carnavalesco (Santa Marta) [29]
2. 2015 - Melhor pesquisador (Sossego) [30]
3. 2018 - Melhor pesquisador (Cubango) [31]
4. 2019 - Melhor pesquisador (Cubango) [32]
5. 2019 - Melhor desenhista (Cubango) [32]
6. 2020 - Melhor desenhista (Grande Rio) [33]
7. 2022 - Melhor carnavalesco (Grande Rio) [34]

- Prêmio 100% Carnaval

1. 2019 - Melhor enredo ("Igbá Cubango – A Alma das Coisas e a Arte dos Milagres") [35]
2. 2020 - Melhor enredo (Grande Rio - "Tata Londirá: O Canto do Caboclo no Quilombo de Caxias") [36]
3. 2020 - Revelação (Carnavalescos - Grande Rio) [36]
4. 2020 - Melhor conjunto de alegorias (Grande Rio) [36]
5. 2022 - Melhor enredo (Grande Rio - "Fala, Majeté! Sete Chaves de Exu") [37]
6. 2022 - Melhor carnavalesco (Grande Rio) [37]
7. 2022 - Melhor conjunto de alegorias (Grande Rio) [37]
8. 2023 - Melhor conjunto de fantasias (Grande Rio) [38]
9. 2024 - Melhor carnavalesco (Grande Rio) [39]
10. 2024 - Melhor conjunto de fantasias (Grande Rio) [39]
11. 2025 - Melhor carnavalesco (Grande Rio) [40]
12. 2025 - Melhor conjunto de alegorias (Grande Rio) [40]
13. 2025 - Melhor conjunto de fantasias (Grande Rio) [40]

- Prêmio Elite do Samba

1. 2015 - Melhor conjunto de alegorias (Santa Marta) [41][42]
2. 2014 - Melhor conjunto de fantasias (Santa Marta) [43]
3. 2015 - Melhor conjunto de alegorias (Sossego) [44][45]

- Prêmio Gazeta do Rio

1. 2022 - Melhor carnavalesco (Grande Rio) [46]

- Prêmio Samba na Veia

1. 2016 - Melhor conjunto de alegorias (Sossego) [47]
2. 2016 - Melhor conjunto de fantasias (Sossego) [48]

- Prêmio SRzd

1. 2019 - Melhor carnavalesco (Cubango) [49]
2. 2020 - Melhor carnavalesco (Grande Rio) [50]
3. 2022 - Melhor enredo (Grande Rio - "Fala, Majeté! Sete Chaves de Exu") [51]
4. 2022 - Melhor carnavalesco (Grande Rio) [51]

- Prêmio Ziriguidum

1. 2014 - Melhor conjunto de fantasias (Santa Marta) [52][53]
2. 2016 - Melhor conjunto de fantasias (Sossego) [54]

- S@mba-Net

1. 2018 - Prêmio Especial: Revelação do Ano [55]
2. 2018 - Melhor enredo (Cubango - "O Rei que Bordou o Mundo") [55]
3. 2019 - Melhor enredo ("Igbá Cubango – A Alma das Coisas e a Arte dos Milagres") [56]
4. 2019 - Melhor conjunto de alegorias e fantasias (Cubango) [56]
5. 2022 - Melhor enredo (Grande Rio - "Fala, Majeté! Sete Chaves de Exu") [57]

- Troféu Sambario

1. 2020 - Melhor enredo (Grande Rio - "Tata Londirá: O Canto do Caboclo no Quilombo de Caxias") [58]
2. 2020 - Revelação [58]
3. 2022 - Melhor enredo (Grande Rio - "Fala, Majeté! Sete Chaves de Exu") [59]
4. 2022 - Melhor conjunto de alegorias (Grande Rio) [59]
5. 2022 - Melhor conjunto de fantasias (Grande Rio) [59]
6. 2025 - Melhor conjunto de alegorias (Grande Rio) [60]
7. 2025 - Melhor conjunto de fantasias (Grande Rio) [61]

- Troféu Tupi Carnaval Total [62]

1. 2022 - Melhor enredo (Grande Rio - "Fala, Majeté! Sete Chaves de Exu") [63]
2. 2022 - Melhor conjunto de alegorias (Grande Rio) [63]

- Troféu Vai Dar Samba

1. 2018 - Melhor enredo (Cubango - "O Rei que Bordou o Mundo") [64]